# Argon
Argon er et grundstof med atomnummer 18 i det periodiske system og symbolet Ar. Argon er det tredje grundstof i hovedgruppe 8, ædelgasserne. Der er lidt mindre end 1 % argon i jordens atmosfære, og dermed er det den mest almindelige ædelgas på jorden.

## Karakteristika
Argon og ilt har omtrent samme opløselighed i vand og er 2,5 gange mere opløselige end kvælstof. Argon er et meget stabilt grundstof, som er farveløs og lugtløs, både på gasform og som væske. Argon er inert under de fleste omstændigheder og danner ingen stabile forbindelser ved stuetemperatur. Dannelsen af den metastabile forbindelse HArF (argonhydrofluorid) blev rapporteret af forskere fra Helsinki Universitet i 2000. HArF er stabil op til 40 K.
Selvom der endnu kun er fremstillet en kemisk forbindelse med argon, er det også observeret at argon kan danne clathrater med vand, når argonatomer er fanget i et gitter af vandmolekyler. Der findes også ioner som indeholder argon, f.eks. ArH+ og ArF. Teoretiske beregninger på computer har vist flere argonforbindelser som skulle være stabile, men disse kan endnu ikke syntetiseres.

## Brug
Argon bruges i glødelamper og andre steder, hvor N2 ikke er tilstrækkelig inert. Argon reagerer ikke med glødetråden selv ved høje temperaturer. Anden brug:
- Argon bruges som en inert gasafskærmning i mange former for svejsning
- som beskyttende atmosfære ved dyrkelse af silicium- og germaniumkrystaller
- til termisk isolation i energibesparende vinduer
- i kryokirurgi bruges flydende argon til at ødelægge kræftceller
- ved bearbejdelsen af titanium og andre reaktive grundstoffer
- Ar-39 har været brugt til datering af grundvand og i isboringer
- Blå argonlasere bruges i kirurgi til at svejse arterier, ødelægge tumorer og til at korrigere defekter i øjnene
- Argon bruges ofte af konservatorer på museer til at beskytte gamle materialer som ellers kan oxideres af luftens ilt
- Argon bruges i plasmalamper

Argon bruges i dykning til at fylde oppustelige tørdragter bl.a. fordi det har en lav varmeledningsevne

## Historie
Argon (græsk αργός som betyder "inaktiv") var mistænkt for at være tilstede i luft af Henry Cavendish i 1785, men blev ikke opdaget før 1894 af Lord Rayleigh og Sir William Ramsay i et eksperiment hvor de fjernede alt ilt og kvælstof fra luft. Uafhængigt af disse forsøg blev argon også observeret i 1882 af H.F. Newall og W.N. Hartley, som observerede nye linjer i luftens farvespektrum, men ikke identificerede et nyt grundstof ud fra disse data. Argon var den første ædelgas som blev opdaget.
Nutildags er symbolet for argon Ar, men indtil 1957 var det A.

## Forekomst
Argon udgør 0,934 volumenprocent og 1,29 masseprocent af jordens atmosfære, og luft er det primære råmateriale som bruges ved industriel fremstilling af argonprodukter. Argon isoleres fra luften ved fraktionel destillering, samme proces som benyttes ved isolering af kvælstof, ilt, neon, krypton og xenon.
Mars's atmosfære indeholder 1,6% Ar-40 og 5 ppm Ar-36. Merkur har en tynd atmosfære som indeholder 70% argon, formodentlig stammende fra henfaldsprodukter fra planetens radioaktive materialer. Der er også opdaget Ar-40 på Titan, Saturns største måne.

## Isotoper
De hyppigst forekommende argonisotoper på jorden er 40Ar, 36Ar, og 38Ar. Naturligt forekommende 40K som har en halveringstid på 1,25x109 år henfalder til den stabile 40Ar via betahenfald. Dette benyttes til at bestemme alder på sten.
I jordens atmosfære dannes 39Ar ved kosmisk strålingsaktivitet med primært 40Ar. Under jordoverfladen dannes det fra calcium ved alfahenfald. 37Ar dannes ved henfald af 40Ca i kerneeksplosioner. Den har en halveringstid på 35 dage.